# Aliman (gmina)
Aliman – gmina w Rumunii, w okręgu Konstanca. Obejmuje miejscowości Aliman, Dunăreni, Floriile i Vlahii. W 2011 roku liczyła 2876 mieszkańców.